# بورگشایدونگن

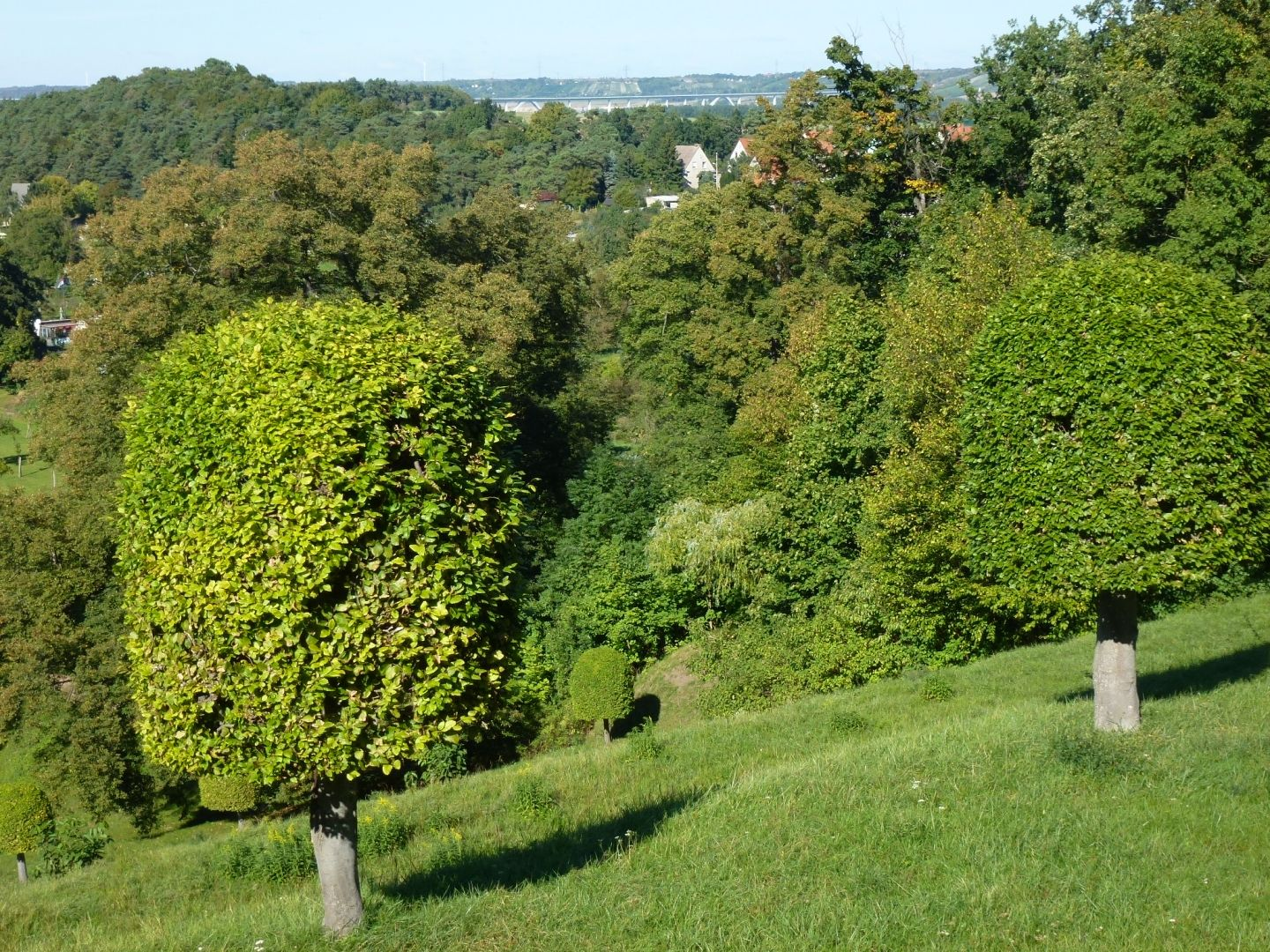
تصویری از منطقه سرسبز بورگشایدونگن واقع درشهر لاوخاآن در اوتراشتوت

بورگشایدونگن (به آلمانی: Burgscheidungen) یک منطقهٔ مسکونی در آلمان است که در لاوخا آن در اوتراشتوت واقع شده‌است. بورگشایدونگن ۵۹۲ نفر جمعیت دارد.